# Dimitri Obolensky
Dimitri Obolensky, Dmitrij Dmitrijewicz Obolenski (ur. 19 marca/1 kwietnia 1918 w Piotrogrodzie, zm. 23 grudnia 2001 w Burford w Wielkiej Brytanii) – angielski historyk rosyjskiego pochodzenia, mediewista bizantynolog.

## Życiorys
Urodził się jako syn księcia Dymitra Aleksandrowicza Obolenskiego (1882-1964) i hrabiny Marii Szuwałowej (1894-1973). Po rewolucji w Rosji, dzięki pomocy Brytyjczyków jego rodzina emigrowała do Wielkiej Brytanii. W 1948 roku został obywatelem brytyjskim. W Rosji pojawił się dopiero w 1988, aby wziąć udział w uroczystościach milenijnych zorganizowanych przez Rosyjską Cerkiew.
Kształcił się w Trinity College na Uniwersytecie Cambridge. Wykładał w Cambridge (1946-1948) i Oxfordzie (1949-1985). W latach 1985–2001 był emerytowanym profesorem historii Rosji i Bałkanów w Oxfordzie. Jednym z jego uczniów jest Anthony Bryer.
Był wybitnym znawcą dziejów Bizancjum i "Byzantine commonwealth" (określenie stworzone przez niego oznaczające kraje kulturowo powiązane z cywilizacją bizantyńską). Zajmował się też herezjami w średniowieczu oraz historią Bałkanów i Europy Wschodniej w Średniowieczu. Jego żoną była Elisabeth Lopukhin (Jelizawieta Łopuchina, od 1947, małżeństwo zakończyło się rozwodem w 1989). Zmarł bezpotomnie. Został pochowany na cmentarzu Wolvercote.

## Wybrane publikacje
- The Bogomils: a study in Balkan Neo-Manichaeism, Oxford 1948.
- (redaktor) The Penguin Book of Russian Verse, 1962.,
- The Christian Centuries, vol 2: The Middle Ages, 1969.
- Byzantium and the Slavs, 1971.
- The Byzantine Commonwealth, London 1971.
- (redakcja) Companion to Russian studies, t. 1-3,  1976-1980.
- The Byzantine Inheritance of Eastern Europe, 1982.
- Six Byzantine Portraits, 1988.
- The Emergence of Rus 750-1200, 1996.
- Bread of Exile, 1999.

## Publikacje w języku polskim
- (współautor: David M. Knowles), Historia Kościoła t. 2: 600-1500, przeł. Ryszard Turzyński, Warszawa: Pax 1988.
- Dziedzictwo Cyryla i Metodego na Rusi [w:] Chrześcijaństwo Rusi Kijowskiej, Białorusi, Ukrainy i Rosji (X-XVII wiek), pod red. Jerzego Kłoczowskiego, Kraków 1997, s. 55-76.